# ОмаСП (стадион)
ОмаСП (фин. OmaSp Stadion, также стадион Сейняйоки) — футбольный стадион в Сейняйоки, Финляндия. Стадион является домашней ареной футбольного клуба СИК.
Стадион открыт в 2016 году. Вместимость стадиона — 5 817 зрителей, включая стоячие места. На поле постелен искусственный газон.